# Osmar Leguizamón
Osmar Leguizamón Pavón (Concepción, Paraguay, 11 de mayo de 1994) es un futbolista paraguayo. Juega de delantero y su actual club es el 2 de Mayo de la Segunda División de Paraguay.

## Clubes
| Club                  | País      | Año         |
| --------------------- | --------- | ----------- |
| Olimpia               | Paraguay  | 2012 - 2015 |
| General Caballero     | Paraguay  | 2016        |
| Rubio Ñu              | Paraguay  | 2017        |
| Sportivo Luqueño      | Paraguay  | 2017 - 2018 |
| Godoy Cruz de Mendoza | Argentina | 2018 - 2019 |
| San Luis de Quillota  | Chile     | 2019 - 2020 |
| 2 de Mayo             | Paraguay  | 2021        |

## Palmarés

### Campeonatos nacionales
| Título          | Club    | País     | Año  |
| --------------- | ------- | -------- | ---- |
| Torneo Clausura | Olimpia | Paraguay | 2015 |